# Gustavo De Marco
Gustavo De Marco, né à Naples (royaume d'Italie) en 1883 et mort en 1944 dans la même ville, est un humoriste et comédien italien du théâtre de variétés et du café-concert.

## Biographie
Il peut être considéré comme le comique le plus célèbre de la scène napolitaine de l'époque, grâce aussi au phénomène des « periodiche », avec un comique lié à une gestuelle particulière, à l'art du calembour et à certaines macchiettas (comme il bel Ciccillo) rendues célèbres par la suite, dans les décennies suivantes, par ses épigones, surtout Totò et Nino Taranto. N'oublions pas non plus l'invention de l'« homme-marionnette » (à l'époque connu sous le nom de « comico-zumpo »), qui fut également repris avec grand succès par Totò.
En particulier, Totò a fait ses débuts en imitant, encore très jeune, le répertoire de De Marco, qui se produisait à l'époque au théâtre Jovinelli de Rome, et a ensuite amplifié son talent comique dans les années qui ont suivi. C'est là, en quelque sorte, la fortune et le malheur de De Marco : si, d'une part, Totò a fait connaître ses inventions dans l'imaginaire collectif, d'autre part, il l'a éclipsé, le rendant aujourd'hui presque oublié. C'est à Totò lui-même que nous devons le témoignage de l'art de De Marco :
« Il suo caratteristico modo di recitare consisteva in varie macchiette presentate secondo la moda del tempo. Ma, dove eccelleva e trascinava il pubblico al delirio, era nei finali delle sue macchiette. Essi erano costituiti da danze sincronizzate da gesti del corpo e da mosse e smorfie del viso al ritmo di piatti e grancassa, con una perfezione tale da eccitare l'invidia e l'ammirazione di un acrobata di professione. »
— Totò, à propos de De Marco, dans Siamo uomini o caporali (Capriotti, Rome - 1952)
        
« Son style de jeu caractéristique consistait en diverses macchiettas présentées selon la mode de l'époque. Mais là où il excellait et faisait délirer le public, c'était dans la fin de ses macchiettas. Il s'agissait de danses synchronisées par des gestes du corps, des mouvements du visage et des grimaces au rythme des cymbales et de la grosse caisse, avec une telle perfection qu'elles suscitaient l'envie et l'admiration d'un acrobate professionnel. »